# Anastasia de Kiev
Pour les articles homonymes, voir Anastasia.
Anastasia de Kiev, née vers 1023 et morte après 1074, est une reine de Hongrie. Elle est la fille aînée de Iaroslav, grand-prince de Kiev et de son épouse Ingigerd de Suède, et la sœur aînée de la reine de France Anne de Kiev, femme du roi Henri Ier.

## Biographie
Vers 1039, Anastasia épouse le duc André de Hongrie (futur roi André Ier), installé à Kiev, son père Vazul ayant été compromis dans une conspiration. Son mari retourne en Hongrie en 1046 et monte sur le trône après avoir battu le roi Pierre Ier. Le couple n'a pas de fils jusqu'à la naissance de Salomon en 1053, et cette naissance provoque un conflit entre le roi et son jeune frère Béla, jusqu'alors l'héritier du trône. En 1060, celui-ci participe à une révolte contre le roi André, qui envoie Anastasia et leurs enfants se réfugier à la cour du margrave d'Autriche, Adalbert. Vaincu, André Ier est tué pendant un combat et son frère Béla Ier est couronné roi de Hongrie.
Anastasia sollicite l'aide de l'empereur Henri IV, dont la sœur Judith a été fiancée au jeune Salomon en 1058. Les troupes allemandes envahissent la Hongrie ; le roi Béla Ier meurt le 11 septembre 1063 et ses fils Géza, Ladislas et Lampert se réfugient en Pologne. Salomon de Hongrie est couronné roi en 1063, mais en 1074, il est vaincu par ses cousins les ducs Géza et Ladislas, et il doit se réfugier à la frontière ouest de la Hongrie. Anastasia suit son fils, puis elle entre à  l'Abbaye d'Admont où elle devient nonne jusqu'à sa mort.

## Descendance
Anastasia et André Ier de Hongrie ont eu trois enfants : 
- Adélaïde (vers 1040-1062), mariée au roi de Bohême Vratislav II ;
- Salomon (1053-1084), roi de Hongrie ;
- David.